# 嶋田義仁
嶋田 義仁（しまだ よしひと、1949年9月27日 - ）は、日本の文化人類学者、元名古屋大学文学部教授。

## 来歴
山梨県生まれ。1968年、山梨県立甲府第一高等学校卒業、高校時代末木文美士、五十嵐勉と親交を結ぶ。1974年、京都大学文学部宗教学科卒業、1982年、同大学院文学研究科博士課程満期退学、1985年、フランス社会科学高等研究院博士課程修了（民族学専攻）。1984年、静岡大学人文学部講師、1985年、同大学助教授、1994年、同大学教授。2000年、名古屋大学文学部教授、文学研究科教授。2000年「稲作文化の世界観『古事記』神代神話の構造分析より」で京都大学から博士（文学）。名古屋大学定年後、中部大学教授を務める。

## 受賞歴
- 1986年、日本民族学会澁澤賞[1]
- 1998年、NIRA政策研究・東畑賞[1]
- 1999年、『稲作文化の世界観』で和辻哲郎文化賞[1]
- 2001年、沙漠学会論文賞受賞[1]

## 著書
- 『異次元交換の政治人類学 人類学的思考とはなにか』勁草書房 1993年
- 『牧畜イスラーム国家の人類学 サヴァンナの富と権力と救済』世界思想社 1995年
- 『稲作文化の世界観 『古事記』神代神話を読む』平凡社選書 1998年
- 『優雅なアフリカ 一夫多妻と超多部族のイスラーム王国を生きる』明石書店 1998年
- 『黒アフリカ・イスラーム文明論』創成社 2010年
- 『砂漠と文明 アフロ・ユーラシア内陸乾燥地文明論』岩波書店 2012年

共編
- 『アフリカの都市的世界』松田素二,和崎春日共編 世界思想社 2001年

### 翻訳
- A.M.ルギラ『アフリカの宗教』シリーズ世界の宗教 青土社 2004年